# Adamczuki
Adamczuki (ukr. Адамчуки) – wieś na Ukrainie w rejonie kowelskim, w obwodzie wołyńskim, położona nad Bugiem. W II Rzeczypospolitej miejscowość wchodziła w skład gminy wiejskiej Pulemiec w powiecie lubomelskim województwa wołyńskiego.
Do 2020 w rejonie szackim.

## Zobacz również
- Adamczuki – wieś na Litwie.